# La Dorée
La Dorée é uma comuna francesa na região administrativa da Pays de la Loire, no departamento de Mayenne. Estende-se por uma área de 17,84 km². Em 2010 a comuna tinha 281 habitantes (densidade: 15,8 hab./km²).